# Bernd Uhl

Bischofswappen von Bernd Uhl

Bernd Joachim Uhl (* 23. November 1946 in Karlsruhe; † 22. Januar 2023 in Freiburg im Breisgau) war ein römisch-katholischer Geistlicher und Weihbischof in Freiburg.

## Leben

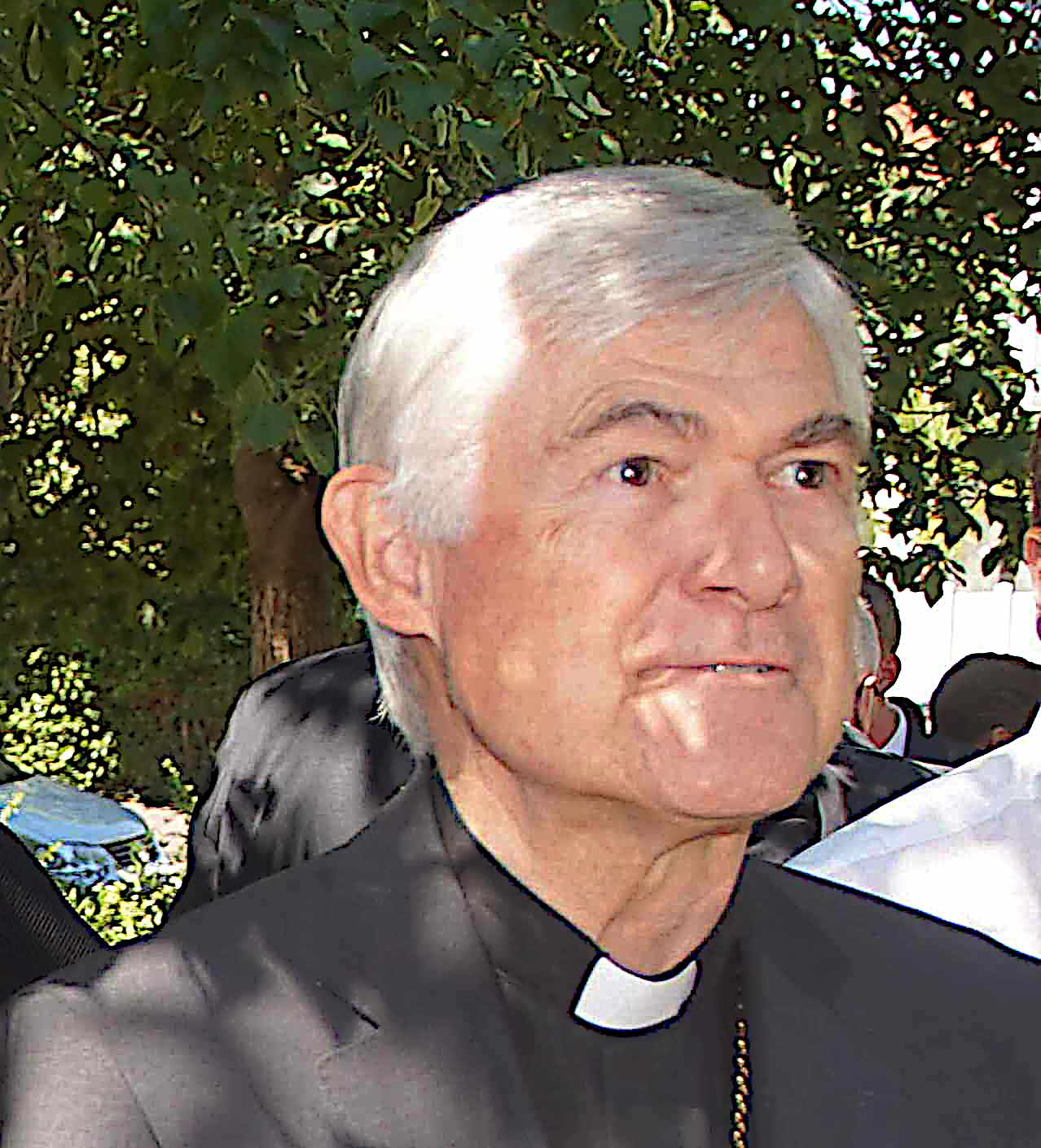
Weihbischof Bernd Uhl Erzdiözese Freiburg

Bernd Uhl studierte ab dem Jahr 1966 Philosophie und Theologie an der Ruprecht-Karls-Universität Heidelberg, Ludwig-Maximilians-Universität München und der Albert-Ludwigs-Universität Freiburg. 1974 wurde er mit einer Arbeit über den christlichen Sozialismus in Freiburg zum Dr. theol. promoviert. Die Promotion wurde mit einem Stipendium der Konrad-Adenauer-Stiftung gefördert. Im gleichen Jahr empfing er die Priesterweihe von Erzbischof Hermann Schäufele. Von 1974 bis 1977 war er zunächst als Kaplan in der katholischen Gemeinde Heilig Geist in Heidelberg tätig. Im Jahr 1977 wurde er im Erzbischöflichen Ordinariat Freiburg zum Ordinariatsassessor ernannt und war in den Bereichen Caritas und Jugend mit den Schwerpunkten Kindergärten und Sozialstationen eingesetzt. 1982 wurde er Leiter der dortigen Abteilung für Caritas, ab 1983 Leiter der neu gebildeten Stabsstelle Öffentlichkeitsarbeit mit den Bereichen Presse, Rundfunk, Fernsehen und Politik. Im Jahr 1987 wurde er zum Domkapitular ernannt. 
Bernd Uhl wurde im Jahr 2001 von Papst Johannes Paul II. zum Titularbischof von Malliana und Weihbischof in der Erzdiözese Freiburg ernannt. Am 1. Mai 2001 erhielt er die Bischofsweihe von Erzbischof Oskar Saier. Mitkonsekratoren waren Bischof Kurt Koch von Basel und Weihbischof Paul Wehrle. Uhls Wahlspruch war Caritas Cum Fide („Liebe verbunden mit Glauben“). Seit 2001 war er Bischofsvikar für die Caritas. Im Jahr 2012 wurde er zum Dompropst ernannt.
Im Jahr 1999 wurde er Vorsitzender des Diözesan-Caritasverbandes Freiburg. Er war Mitglied im Diözesanvermögensverwaltungsrat, der Kirchensteuervertretung in der Erzdiözese Freiburg und des Verwaltungsrats des Priesterpensionfonds und des Beirats der Pfarrpfründekasse. Außerdem war er Mitglied der Kommission für gesellschaftliche und soziale Fragen sowie der Caritaskommission der Deutschen Bischofskonferenz. Als Vorsitzender des Ökologie-Arbeitskreises der Deutschen Bischofskonferenz hat er sich intensiv in die Diskussion zur globalen Erwärmung eingeschaltet.
Papst Franziskus nahm am 19. Februar 2018 seinen vorzeitigen Rücktritt aus gesundheitlichen Gründen an. Gleichzeitig trat er auch von den Ämtern des Dompropstes und des Bischofsvikars für die Caritas zurück. Bernd Uhl starb am 22. Januar 2023 im Alter von 76 Jahren in Freiburg im Breisgau. Am 31. Januar fand das Requiem im Freiburger Münster statt (siehe das Pontifikalrequiem-Video), anschließend wurde er in der dortigen Krypta beigesetzt.

## Schriften
- Die Idee des christlichen Sozialismus in Deutschland: 1945–1947 (= Beiträge zu Wissenschaft und Politik. Band 11). v. Hase & Koehler, Mainz 1975, ISBN 3-7758-0872-8 (Zugleich: Dissertation, Universität Freiburg i. Br., 1973).
- Hrsg. mit Fridolin Keck: Hirtenwerk – Robert Zollitsch, Erzbischof von Freiburg. Verlag Katholisches Bibelwerk, Stuttgart 2014, ISBN 978-3-460-32132-8.